# Луис Майер
Луис Бърт Майер (на английски: Louis Burt Mayer), род. Лазар Мейр, е канадско-американски филмов продуцент и съосновател на студиото Метро-Голдуин-Майер (МГМ) през 1924 г. Под ръководството на Майер МГМ се превръща в най-престижното филмово студио на зараждащата се кино индустрия, натрупвайки най-голямата концентрация на водещи сценаристи, режисьори и звезди в Холивуд.
По време на дългото си управление в МГМ, Майер се сдобива както с множество почитатели, така и с немалко врагове. Някои звезди не оценяват опитите му да контролира личния им живот, докато други го възприемат като грижовна бащинска фигура. Той полага големи усилия да открива нови актьори и да ги превръща в големи звезди. Известно е сътрудничеството му с младия филмов продуцент Ървинг Талберг, с когото разработват стотици висококачествени филми.
Майер е принуден да подаде оставка като вицепрезидент на МГМ през 1951 г., когато компанията-собственик на студиото, Лоус Инк., предприема действия за повишаване на намаляващите печалби. Майер е твърд консерватор, за кратко дори председател на Републиканската партия в Калифорния. През 1927 г. той става един от основателите на Академията за филмово изкуство и наука, известна със своите ежегодни награди на Академията.

## Детство, образование и първи опити в бизнеса
Точната дата и място на раждане на Майер са спорни, като повечето изследователи на живота му смятат, че е роден в малко градче или село близо до Минск, днешен Беларус,, а някои посочват като рожденото му място Украйна или град Минск Мазовецки в източна Полша. По това време посочените територии са били част от Руската империя.
Според личните данни на Майер в имиграционните документи на САЩ рождената му дата е 4 юли 1885 г. В брачното си свидетелство той посочва годината си на раждане като 1882 г., а преброяването от април 1910 г. посочва неговата възраст като 26 години, т.е. роден през 1883 г.
Родителите му са Яков Мейр и Сара Мелцер (и двамата от еврейски произход); има и две сестри – Йета, родена ок. 1878, и Айда, родена ок. 1883 г. Майер първо се мести със семейството си в Лонг Айлънд, където живеят от 1887 до 1892 г. и където са родени двамата му братя – Рубен, през април 1888 г., и Джеремая, през април 1891 г. След това семейството се мести в Сейнт Джон, Ню Брънзуик, Канада, където Майер посещава училище.
Баща му стартира бизнес за скрап, Дж. Майер & Син. Емигрант, неквалифициран в какъвто и да е занаят, със слаби познания по английски и никакви ценни умения, той едва изкарва прехраната си. Младият Луис напуска училище на дванадесет години, за да работи с баща си и да издържа семейството си. Той обикаля улиците с количка, на която пишеше „търговец на боклуци“ и събира за скрап всичко метално, на което попадне. Когато собственикът на бизнес с калай Джон Уилсън го вижда с количката, започва да му дава медни изрезки, остатъци от производството. Майер смята Уилсън за първия си партньор и най-добър приятел. В спомените си Уилсън споделя, че е бил впечатлен от добрите обноски и ведрия характер на момчето. Всеки път, когато Майер посещава Сейнт Джон в по-късните си години, той поставя цветя на гроба на Уилсън, точно както прави на гроба на майка си.
| „                     | Била съм в родния му град. Знаех откъде е тръгнал. Учил се е сам на граматика. Учил се е сам на обноски. Ако някой някога в света е създал сам себе си, това е Луис Майер. | “ |
| Ан Ръдърфорд, актриса | |   |

В свободното си време Луис се мотае около Йоркския театър, като понякога плаща, за да гледа водевил представления на живо. От тогава датира любовта му към развлекателния бизнес. През 1904 г. 20-годишният Майер заминава за Бостън, където продължава известно време бизнеса със скрап, жени се и се занимава с различни необичайни професии, за да издържа новото си семейство.

## Ранна кариера
Майер реновира Джем Тиътър, занемарен театър за бурлеска с 600 седящи места, в Хейврил, Масачузетс, който отваря отново на 28 ноември 1907 г. с името „Орфеум“, първият киносалон на Майер. Орфеум обслужва основно по-бедните италиански емигранти. Впоследствие Майер реновира и разширява няколко други театри в района на Бостън, обслужващи публика от по-висши социални кръгове. В рамките на няколко години Луис Майер притежава всичките пет театъра в Хейврил и заедно с Нейтън Гордън създава партньорството Гордън-Майер, което контролира най-голямата кино верига в Нова Англия.
През 1914 г. партньорите организират собствена агенция за разпространение на филми в Бостън. Майер плаща 25 000 долара на Дейвид Уорк Грифит за изключителните права за показване на „Раждането на една нация“ (1915 г.) в Нова Англия. Въпреки че Майер прави офертата за филма по препоръка, без да го е гледал лично, решението му носи на студиото над 100 000 долара печалба. През 1916 г. Майер си партнира с Ричард А. Роуланд, с когото създават Метро Пикчърс Корпорейшън, агенция за таланти в Ню Йорк.
Две години по-късно Майер се мести в Лос Анджелис и създава собствена продуцентска компания – „Луис Б. Майер Пикчърс Корпорейшън“. Първият продуциран от нея филм е „Добродетелните съпруги“ от 1918 г. В партньорство с Б. П. Шулбърг Майер създава студиото Майер-Шулбърг.
В края на 1922 г. Майер е представен на Ървинг Талберг, който тогава работи за Юнивърсъл Пикчърс. Майер търси някой, който да му помогне да управлява малкото си, но динамично и бързо развиващо се студио. Биографът Роланд Фламини пише, че на тази първа среща Талберг незабавно е направил положително впечатление на Майер. По-късно същата вечер, след като Талберг си тръгва, Майер казва на адвоката на студиото Едуин Льоб да уведоми Талберг, че ако иска да работи за Майер, ще бъде третиран като негов син.
Въпреки че техните индивидуалности в много отношения са противоположни, като Майер е по-директен и почти два пъти по-възрастен, Талберг е нает като вицепрезидент, отговарящ за продукцията в „Луис Б. Майер Прадъкшънс“. Според Фламини, Талберг е бил нает, защото, въпреки че Майер е бил проницателен бизнесмен, той нямал способността на Талберг да съчетава правенето на качествени филми с постигане на търговски успех.

## Начело на новото студио Метро-Голдуин-Майер
Големият пробив на Майер идва през април 1924 г., когато компанията му се слива с две други, за да създаде новото студио Метро-Голдуин-Майер. 24-годишният Талберг става съсобственик и му е предоставена същата позиция като вицепрезидент, отговарящ за продукцията.
Маркъс Лоу, собственик на веригата Лоу, обединява „Метро Пикчърс“, „Голдуин Пикчърс Корпорейшън“ на Самюъл Голдуин и „Майер Пикчърс“ на Луис Майер в Метро-Голдуин. Няколко месеца по-рано Лоу е купил „Метро Пикчърс“ и „Голдуин Пикчърс Корпорейшън“, но му трябва човек, който да контролира новите му притежания на Западното крайбрежие. Майер, който по това време се е доказал като успешен продуцент, е очевидният избор. Той е назначен за ръководител на студийната дейност и вицепрезидент на Лоу, базиран в Лос Анджелис, като се отчита пред дългогодишната дясна ръка на Лоу Никълъс Шенк. Майер ще заема този пост през следващите 27 години. Още преди да е изтекла първата година от назначаването му успява с благословията на Лоу да добави името си към наименованието на студиото, преименувайки го на Метро-Голдуин-Майер. Три години след сливането МГМ става най-успешното студио в Холивуд.
Лоу умира през 1927 г. и Шенк става президент на компанията му. Между него и Майер има силна неприязън. Две години по-късно Шенк се съгласява да продаде компанията на Лоу, включително МГМ, на Уилям Фокс, което вбесява Майер. Въпреки важната си роля в студиото обаче Майер не е акционер и няма право да оспорва продажбата. Затова той използва връзките си във Вашингтон, за да убеди Департамента по правосъдие да отложи сливането поради нарушаване на антитръстовите ограничения. През лятото на 1929 г. Фокс е тежко ранен при автомобилна катастрофа и, докато се възстанови, сривът на фондовия пазар унищожава богатството му, проваляйки всякакъв шанс сделката да се осъществи, дори ако Департаментът по правосъдие позволи сключването ѝ. Независимо от това, Шенк вярва, че Майер му е коствал цяло състояние и никога не му прощава, което влошава още повече отношенията между двамата.

### Работа с Ървинг Талберг
Майер и Талберг са брилянтен екип и постигат забележителни успехи заедно. Майер поема отговорността за бизнес частта от управлението на студиото, като определяне на бюджети и одобряване на нови продукции. Талберг, който си спечелва прозвището „момчето-чудо“, надзирава цялата филмова продукция на МГМ. Режисьорът Джоузеф Нюман споделя, че уменията им се допълват добре, като Талбърг има страхотен усет за добри истории, а Майер – превъзходна бизнес проницателност.
Двамата споделят и обща цел – да правят възможно най-добрите филми, без значение от цената, дори ако това означава повторно заснемане на цял филм. За тях е по-важно МГМ да се превърне във висококачествено студио, отколкото да демонстрират постоянни печалби от филмите. Тази цел започва с ранните им неми филми, когато звезди като Грета Гарбо, откритието на Майер, играе сред пищни декори, заснети с впечатляващо операторско майсторство.
Въпреки че първоначално се разбират добре, връзката между Майер и Талберг постепенно се влошава заради философските им различия. За Талберг по-важна е литературната стойност на филма пред това да угажда на публиката, както иска Майер. Той отстранява Талберг като ръководител на продукцията през 1932 г., докато Талберг се възстановява от инфаркт, и го замества с продуцента Дейвид О. Селзник.
Но МГМ получава сериозен удар, когато Талберг умира внезапно на 14 септември 1936 г. на 37-годишна възраст. Смъртта му идва като шок за Майер и всички в МГМ и другите филмови студиа. Майер публикува изявления пред пресата, наричайки Талберг „най-добрият приятел, който човек може да има... водещото вдъхновение зад художествения прогрес на екрана.“ Погребението му е голямо събитие в Лос Анджелис. Всички студиа спазват пет минути мълчание, а МГМ затварят студиото си за цял ден.
Майер кръщава основната сграда на офиса на МГМ Талберг Билдинг. Той убеждава и Академията за филмово изкуства и наука да учреди Мемориална награда на Ървинг Талберг, която се дава на продуценти като признание за изключителни постижения. Днес тя е една от най-престижните награди в холивудската филмова индустрия.

### Продължаващ успех след смъртта на Талберг
След смъртта на Талберг мнозина в Холивуд очакват Майер да се провали. Режисьорът Джоузеф Нюман счита, че студиото започва да се променя към по-лошо. Някои актьори също са засегнати, като Луис Рейнър, първата носителка на „Оскар“ в две последователни години, която смята, че смъртта на Талберг бележи края на кариерата ѝ: „Ако не беше умрял, мисля, че може би щях да остана много по-дълго във филмите.“ Джоан Крофорд също споделя, че след смъртта на Талберг концепцията за качествено „голямо“ кино почти е изчезнала.
Въпреки това МГМ под ръководството на Майер продължава да произвежда успешни филми. Майер е назначен за ръководител на продукцията, както и за шеф на студиото. През следващите десет години МГМ расте и процъфтява. 1939 г. е особено добра година: освен че разпространява „Отнесени от вихъра“, МГМ пуска „Магьосникът от Оз“, „Babes in Arms“, „В цирка“ и „Жените“; Гарбо участва за първи път в комедия – „Ниночка“, „Сбогом, г-н Чипс“ печели „Оскар“ (след като е номиниран в седем категории), а Хеди Ламар, още едно от откритията на Майер, прави своя филмов дебют.
Майер става първият човек в американската история, който получава заплата в размер на един милион долара. В продължение на девет години от 1937 г., когато печели по 1 300 000 долара годишно – еквивалента на 23 403 009 долара днес – Майер е най-високоплатеният човек в Съединените щати.

## Управление на МГМ

### Стил на управление
Продуцентът Джоузеф Манкевич споделя, че по отношение на управленски умения Майер е считан за велик изпълнителен директор; някой, който би могъл да управлява еднакво добре както голямо студио като МГМ, така и компания като Дженеръл Мотърс. Той работи в студиото непрестанно и решително, без фиксиран график, но не е почитател на редовното водене на документация.
Някои съвременници споделят, че стила на Майер има много общо с този на вестникарския магнат Уилям Рандълф Хърст. Двамата са добри приятели и си сътрудничат в бизнеса. Хърст, който е с 20 години по-възрастен от Майер, с обич го нарича „синко“. Хърст финансира различни продукции на МГМ, а рецензиите на филмите на студиото достигат до публиката в цялата страна благодарение на включването им във вестниците на Хърст. Режисьорът Кларънс Браун посочва, че като цяло уменията на Майер са подобни на тези на Хърст, тъй като и двамата са се учили на бизнес от практиката. За нещата, които не може да направи сам, Майер наема най-добрия талант, който може да открие. Браун сравнява гения на Майер като изпълнителен директор с Хърст и Хенри Форд.
Майер се гордее със способността си да наема добри хора и след като ги е наел, ги оставя да си вършат работата без намеса. Тази политика важи независимо дали лицето е продуцент, ръководител на отдел или просто чистач. В резултат на това, докато други студиа претърпяват непрекъснати сътресения или реорганизации, политиката на Майер на ненамеса запазва стабилността на МГМ, където служителите усещат работата си сигурна.

### Разрастване на студиото
В своя връх през 40-те години на миналия век, МГМ има шест хиляди служители, три входа и територия от почти 750 000 кв. м в Кълвър Сити, Калифорния, извън Лос Анджелис. Студиото разполага с четиридесет камери и шестдесет звукови машини, използвани на шест отделни парцела и свързани със собствена железопътна линия. Захранването е от собствена електроцентрала, която може да освети град с население 25 000 души. МГМ поддържа и собствена полиция от петдесет служители – по-голяма от тази на самия Кълвър Сити.
Актрисата Ан Ръдърфорд си спомня, че по едно и също време на различните площадки са се снимали между шестнадесет и осемнадесет филма.

### Създаване на „звездната система“
Майер спомага за създаването на системата за създаване на филмови звезди, наричана накратко „звездната система“. Самият Майер споделя за процеса, че според него звездите не се раждат, а се изграждат от нищото: „Всичко, което някога съм търсил, е лице. Ако някой ми изглеждаше добре, го проверявах. Ако човек изглеждаше добре на лента, на снимки, ние можехме да направим останалото.“ За целта студиото наема гримьори, фризьори, хирурзи, дизайнери на облекло, експерти по осветление, треньори за всякакви умения – фехтовка, танци, ходене, говорене и пр.
По време на периода на растеж на МГМ Майер пътува често и сред личните му открития са Грета Гарбо, Хеди Ламар, Норма Шиърър и Гриър Гарсън. Сключва договори и с танцовото дуо Мардж и Гоуър Чемпиън, както и с Марио Ланца, тогава млад тенор от Филаделфия, когото Майер се надява да превърне в „пеещ Кларк Гейбъл“.
Когато наема нови актьори, той обикновено изисква от тях да се съгласят да останат в студиото за три или седем години, през което време стават част от „семейството“ на МГМ. Студиото обикновено успява да наеме актьорите, които иска, като предлага най-високите заплати.

### Отношения със звездите
С много от своите актьори Майер се държи като свръхзагрижен баща. В някои случаи, особено с деца актьори, той се включва отблизо в управлението на ежедневието им, като им казва къде да пазаруват, къде да вечерят или кой лекар да посетят. Понякога урежда бракове и помога за преодоляването на професионални рискове като алкохолизъм, самоубийство и ексцентрични сексуални навици на звездите. Например когато научава, че Джун Алисън се среща с Дейвид Роуз, той ѝ казва да спре да се вижда с него: „Ако те е грижа за репутацията ти, не може да те виждат с женен мъж“. Джоан Крофорд заявява, че за нея Майер е „моят баща, изповедник, най-добрият приятел, който някога съм имала.“
Други актьори също споделят, че Майер е възприемал хората на договор със студиото като „неговите момчета и момичета.“ Това отношение се простира и върху филмовите продукции; например Майер редактира историите за д-р Килдеър, за да задържи на работа болния Лайънъл Баримор, който е прикован към инвалидна количка с артрит.
В незавършената си автобиография Джуди Гарланд твърди, че Майер я е малтретирал. В края на 40-те години на миналия век тя има лични проблеми, които се отразяват на актьорската ѝ игра, а Майер прави всичко възможно да защити репутацията на своята звезда, но продължава да я претоварва, за да печели пари за МГМ. Тя страда от пристрастяване към различни лекарства, отпускани с рецепта, тежки хранителни разстройства, както и множество проблеми с психичното здраве. Това до голяма степен е резултат от действията на Метро-Голдуин-Майер, на майка ѝ, както и липсата на знания по това време относно правилното хранене и наркотиците. Когато отсъствията ѝ водят до значително надхвърляне на бюджета на Summer Stock, продуцентът Джо Пастернак предлага на Майер да намали загубите си и да отмени филма. Майер отказва: „Джуди Гарланд направи богатството на това студио през добрите си дни и най-малкото, което можем да направим, е да ѝ дадем още един шанс. Ако спрете продукцията сега, това ще я довърши.“ Някои смятат това за последния му опит да съхрани славата ѝ в полза на студиото. Гарланд завършва филма, но по време на следващия ѝ филм, „Ани, вземи си пушката“, търпението на студиото се изчерпва и тя е отстранена от продукцията. Нейният партньор във филма Хауърд Кийл си спомня, че тогава тя започва „да се разпада“.

### Създаване на деца-звезди
Майер иска студиото да развие редица деца-звезди, необходими за създаването на семейно-ориентирани истории. Студиото предоставя всички основни услуги, като официално образование и медицински грижи. Децата получават учители по актьорско майсторство или танци.
През 1925 г. Джеки Куган, тогава на 11 години, отбелязва дебюта на студиото в създаването на деца-звезди с ролята си в The Rag Man. По време на златния век на Холивуд, МГМ има повече деца-актьори от всяко друго студио, включително Джаки Купър, Мики Руни, Джуди Гарланд, Фреди Бартоломей, Маргарет О'Брайън, Елизабет Тейлър и Роди Макдауъл.

### Отношение към технически иновации
По отношение на технически проблеми с продукцията, Майер оставя подробностите и решенията на инженерите на МГМ. Подобно на други влиятелни филмови мениджъри и холивудски звезди през 20-те и началото на 30-те години на миналия век обаче и той често отхвърля прибързано новини за изобретения и големи иновации на хоризонта, които биха могли дълбоко да променят киноиндустрията или евентуално да оспорят в бъдеще господството на киното в американската развлекателна индустрия. Такива иновации, обсъждани по това време във вестниците, включват добавянето на звук през 1932 г., цветни функции, широкоформатно заснемане и дори ранна телевизия. През август 1932 г., след ексклузивно интервю с Майер в Ню Йорк, The Film Daily съобщава, че според филмовия магнат посочените иновации никога няма да повлияят на филмите по съществен, смислен начин.

## Предпочитани теми и мюзикъли
Докато през 20-те и 30-те години на 20 в. филмите на МГМ се отличават с по-зряла тематика и силни женски звезди, като Грета Гарбо, след ранната смърт на Талберг през 1936 г., Майер насърчава промяна в линията на студиото с акцент върху повече силни мъжки роли, семейни теми и деца-звезди. Необичайно за филмов магнат, той заема и морални позиции във филмите си, особено когато става въпрос за изобразяване на семейни ценности – както в поредицата за Анди Харди. Според биографите един от най-гордите моменти на Майер е удостояването на Мики Руни, който играе ролята на Анди Харди, със специална награда на Академията през 1942 г. за „подпомагане на американския начин на живот“.
Майер се опитва чрез продуцираните от студиото филми да изрази идеализирана визия за мъже, жени и семейства в реалния свят. Авторът Питър Хей заявява, че Майер е ценил „пуританските ценности като семейството и упоритата работа“. Когато наема сценаристи, той изяснява тези цели още в самото начало, като веднъж казва на сценаристката Франсис Марион, че никога не иска собствените му дъщери или съпругата му да се смущават, когато гледат филм на МГМ, а в друг случай поваля на пода режисьора Ерих фон Щрохайм, който заявява, че всички жени са курви.
Тази формула обикновено работи. Майер чувства, че широката публика, особено американците, обича да вижда звезди, зрелища и оптимизъм на екрана, и ако е възможно, малко емоция. Зрителите не обичат да бъдат предизвиквани или наставлявани, а утешавани и забавлявани.
Предпочитанията на Майер към изкуство, което забавлява, а не поучава, естествено води до това, че мюзикълите стават един от предпочитаните му жанрове. Той кани композитора Артър Фрийд да бъде асоцииран продуцент на „Магьосникът от Оз“ , а впоследствие Фрийд продуцира редица други филми за МГМ, считани за едни от най-добрите мюзикъли, правени някога: „За мен и моето момиче“, Girl Crazy, „Срещни ме в Сейнт Луис“, „Момичетата на Харви“, „Пиратът“, „Великденски парад“, „Любов на Бродуей“, „В града“, „Един американец в Париж“, „Аз пея под дъжда“, „Театрален вагон“ и „Джиджи“. И „Един американец в Париж“, и „Джиджи“ печелят Оскар за най-добър филм.

## Проблеми през Втората световна война
За разлика от Чарли Чаплин, който продуцира „Великият диктатор“ по времето на Втората световна война, големите холивудски студиа нямат свободата да правят такива независими филми. Майер разбира, че германците могат да забранят или бойкотират холивудските филми в голяма част от Европа, което би имало сериозни икономически последици, тъй като между 30 и 40 процента от доходите на Холивуд идват от европейската публика. Независимо от това пред 1938 г. МГМ продуцира „Трима другари“.
След избухването на войната в Европа през септември 1939 г. Майер разрешава производството на два антинацистки филма „Смъртоносната буря“ и „Бягство“. В същото време Уорнър Брадърс продуцират „Изповеди на един нацистки шпионин“ . Германското правителство информира студиата, че „тези филми ще бъдат запомнени от Германия, когато – а не ако – спечели войната“. Налага се Уорнър Брадърс да поставят охрана, за да защитят семейството на актьора Едуард Г. Робинсън, а германците заплашват Майер с бойкот на всички филми на МГМ.
От септември 1939 г. до януари 1940 г. всички филми, които биха могли да се считат за антинацистки, са забранени. Посланикът на САЩ в Англия Джоузеф Кенеди казва на студиата да спрат да правят про-британски и антигермански филми, тъй като счита, че поражението на британците е неизбежно.
Отхвърляйки тези молби, МГМ продуцира „Госпожа Минивър“, проста история за семейство в селска Англия, което се опитва да преживее през първите години на войната.
Майер кани британската актриса Гриър Гарсън, негово лично откритие, да участва в новия филм, но тя първоначално отказва да играе ролята на матрона. Майер я моли да има същата вяра в него, каквато той е имал в нея, и я убеждава, че тя ще представи на света образа не само на жена, която оцелява, а на цяла Англия. Гарсън в крайта сметка приема ролята и печели Оскар за най-добра актриса. „Госпожа Минивър“ печели шест награди „Оскар“ и става най-касовият филм на 1942 г.
Според историчката Емили Йелин, президентът Франклин Д. Рузвелт и британският премиер Уинстън Чърчил много харесват филма, като Рузвелт иска кината в цялата страна да го излъчват. Радио мрежата „Гласът на Америка“ излъчва речта на министъра от филма, списанията я препечатват и листовки с текста са пускани над окупираните от Германия страни. Чърчил изпраща благодарствена телеграма на Майер, в която заявява, че „„Госпожа Минивър“ е пропаганда на стойност 100 бойни кораба.“
На следващата 1943 година излиза друг филм, носител на „Оскар“, който има за цел да подкрепи фронта, на който воюват американците – „Човешката комедия“. Той е личен фаворит на Майер и на режисьора Кларънс Браун. Майер подпомага правителството на САЩ и като произвежда и редица късометражни филми, свързани с войната, както и продуцирайки про-американски филми като „Джо Смит, американец“ през 1942 г.

## Години на западане на МГМ
В следвоенните години се наблюдава постепенен спад на печалбите за МГМ и другите филмови студиа. Броят на касовите филми през 1947 г. намалява до шест, в сравнение с двадесет и два през предходната година. МГМ трябва да освободи много от своите топ продуценти и други членове на ръководния състав. Компанията-майка на студиото притиска Майер да свие разходите, въпреки че репутацията на Майер като „човек на голямата картина“ затруднява съкращенията. Студиото започва да търси някой друг, нов Талберг, който да преработи студийната система.
Междувременно Майер продължава да прави „големи филми“. Когато през 1948 г. RKO отказва на Франк Капра да финансира „Състоянието на Съюза“ поради високия му бюджет, Майер се заема с проекта. Той пълни актьорския състав със звезди на МГМ, включително Катрин Хепбърн, Спенсър Трейси, Ван Джонсън, Адолф Менжу и Анджела Лансбъри, но филмът не реализира печалба.
С увеличаването на натиска да се намери нов мениджър в стил Талберг, от RKO е привлечен Дор Шари, който започва работа на 14 юли 1948 г. като вицепрезидент, отговарящ за продукцията, работещ под ръководството на Майер.
По взаимно съгласие с компанията-майка, Майер подава оставка от МГМ през август 1951 г. В последния си ден, докато върви по червения килим, разположен пред сградата на Талберг, ръководители на студиото, актьори и персонал се нареждат по пътеката и го аплодират за приноса му.
Известно време след като напуска МГМ Майер се опитва да финансира и събере нова група филмови звезди и режисьори, за да продуцира собствени филми като независимо студио. Начинанието му не се увенчава с успех.

## Личен живот

### Сексуално насилие
Луис Б. Майер е обвиняван в сексуално насилие, включително в това, че е опипвал Джуди Гарланд, по времето, когато е била тийнеджърка. Твърди се, че последиците от посегателствата му са повлияли и на професионалната кариера на други хора. Кари Бошан отбелязва, че Майер е преследвал и актрисата Джийн Хауърд, и след като тя го отблъсва и се омъжва за агента си Чарлс Фелдман, продължително време Майер не допуска никой от клиентите на Фелдман да работят за МГМ.

### Семейство
Майер има две дъщери от първия си брак с Маргарет Шенберг (1883 – 1955). По-голямата от тях, Идит (Иди) Майер (1905 – 1988), от която по-късно Майер ще се отчужди и ще обезнаследи, се жени за продуцента Уилям Гьотц (вицепрезидент на Туентиът Сенчъри Фокс и по-късно президент на Юнивърсъл Пикчърс). По-малката, Айрийн (1907 – 1990), се омъжва за продуцента Дейвид О. Селзник и става успешен театрален продуцент.
През 1948 г. се жени за бившата актриса Лорена Лейсън Данкер (1907 – 1985).

### Развлечения и свободно време
Макар Майер  рядко да обсъжда ранните си години, неговата пристрастност към Канада понякога проличава, особено след като Канада и Съединените щати се включват във Втората световна война. Веднъж през 1943 г. Мери Пикфорд му се обажда, за да му каже, че се е срещнала с пилот от Кралските военновъздушни сили на Канада, който е почитател на филмите и е от Ню Брънзуик, където Майер е израснал. Майер я моли да дойдат в студиото. Пилотът, Чарлз Фостър, си спомня посещението си: „Шофьорът на Мери ме прекара през портите и видях този дребен човек да тича надолу по стълбите на сградата Талберг. Помислих си: „О, изпратил е някой да ме посрещне“. Излязох от колата и този човек ме прегърна и каза: „Добре дошъл в моето студио“.“
Майер го развежда лично из студиото, като Фостър си спомня, че „всички му махаха с ръка и той им махаше в отговор. Говореше с хората и ги познаваше по име. Бях шокиран.“ Майер кани летеца на обяд на следващия ден, на който предварително е поканил всички канадци, живеещи в Холивуд, включително Фей Врей, Уолтър Пиджън, Реймънд Маси, Джак Карсън, Род Камерън, Уолтър Хюстън, Ан Ръдърфорд и дори основният му конкурент Джак Уорнър. Майер обещава на Фостър, че ако се върне в Холивуд след войната, ще му намери работа.

### Политика
Майер е активен в дейността на Републиканската партия, дори е служил като заместник-председател на представителството в Калифорния през 1931 и 1932 г. и като щатски председател през 1932 и 1933 г. Като делегат на Републиканската национална конвенция от 1928 г. в Канзас Сити, Майер подкрепя министъра на търговията Хърбърт Хувър от Калифорния за президент на САЩ. Майер отново подкрепя Хувър за преизбиране по време на Републиканската национална конвенция от 1932 г.

## Смърт
Майер умира от левкемия на 29 октомври 1957 г. Погребан е в гробището „Дом на мира“ в Източен Лос Анджелис, Калифорния. Сестра му Айда Майер Къмингс и братята му Джери и Рубен също са погребани там.

## Наследство
Майер и неговият екип изграждат компания, която обществеността и неговите съвременници възприемат като връх в киноиндустрията.
През 1951 г. той получава почетен Оскар за над 25-годишното управление на МГМ.
Макар много хора да не харесват и дори да се страхуват от Майер, според редакторът Сам Маркс „репутацията му е далеч по-лоша, отколкото би трябвало да бъде“ и се дължи на необходимостта да върши работата си със силна ръка.
Според биографа Ейман, „виждането на Майер за Америка се превърна във виждането на Америка за самата себе си“.

## Отличия
- Майер е почетен в Канада и има звезда на Алеята на славата там.
- Улица в канадския град Лавал, Квебек, предградие на Монреал, е кръстена на него.
- Основното прожекционно съоражение на Училището за филми и театър към Университета Лойола Меримаунт – театър „Майер“ – е кръстено на него. Майер разрешава на спортните отбори на университета да използват лъва на МГМ като свой талисман.[67]
- Основният театър в университета „Санта Клара“ носи неговото име.
- Майер е вписан в Залата на славата на гражданите в Хейврил, Масачузетс.

## Филмография

### Продуцент
| Година  | Заглавие           | Директор          |
| ------- | ------------------ | ----------------- |
| 1915 г. | Винаги на пътя     | Дж. Сърл Доули    |
| 1919 г. | Човешко желание    | Уилфрид Север     |
| 1921 г. | Засяване на вятъра | Джон М. Стал      |
| 1924 г. | Вино на младостта  | Кинг Видор        |
| 1924 г. | Алчност            | Ерих фон Строхайм |
| 1925 г. | Дама на нощта      | Монта Бел         |
| 1925 г. | Бен-Хур            | Фред Нибло        |
| 1940 г. | Вземам тази жена   | У. С. Ван Дайк    |

## В популярната култура
За Майер се разказва многократно във филми и сериали, сред които:
- „Харлоу“ (1965) (от Джак Крушен)
- „Гейбъл и Лобмард“ (1976) (от Алън Гарфийлд)
- „Дъга“ (1978) (от Мартин Болсам)
- „Войната на Скарлет О’Хара“ (1980) (от Харолд Гулд)
- „Злобата в страната на чудесата“ (1985) (от Ричард Дайзарт)
- „RKO 281“ (1999) (от Дейвид Сушей)
- „Животът с Джуди Гарланд: Аз и моите сенки“ (2001) (от Ал Уоксман)
- „De-Lovely“ (2004) (от Питър Поликарпу)
- „Авиаторът“ (2004) (от Стенли Десантис)
- „Тръмбо“ (2015) (от Ричард Портноу)
- „Последният магнат“ (2016) (от Сол Рубинек)
- „Вражда“ (2017) (от Кери Стайн)
- „Джуди“ (2019) (от Ричард Кордери)
- „Манк“ (2020) (от Арлис Хауърд)

Уилям Сароян пише разказ за Л. Б. Майер в книгата си от 1971 г. „Letters from 74 rue Taitbout or Don't Go But If You Must Say Hello To Everybody“.

### Герои, вдъхновени от Майер
- Пат Брейди в романа на Ф. Скот Фицджералд от 1941 г. „Последният магнат“. Той е изигран от Робърт Мичъм във филмовата адаптация от 1976 г. и Келси Грамър в телевизионния сериал от 2016 г.
- Стенли Шринер Хоф в „Големият нож“ (1955 г.) (от Род Стайгър) е отчасти вдъхновен от Майер.
- Сирил Х. Бийн, наричан от служителите си „Главата“, в романа на Джаклин Сюзън от 1966 г. „Долината на куклите“
- Джак Липник в „Бартън Финк“ (1991 г.) (от Майкъл Лернър)
- Л. Б. Мамът в анимационния филм „Котките не танцуват“ (1997) (озвучен от Джордж Кенеди).